# Махарадзе, Наргула Скендеровна
Наргула Скендеровна Махарадзе (род. 1927 год, село Бобоквати, Кобулетский район, АССР Аджаристан, ССР Грузия) — звеньевая колхоза имени Молотова Кобулетского района, Аджарская АССР, Грузинская ССР. Герой Социалистического Труда (1949).

## Биография
Родилась в 1927 году в крестьянской семье в селе Бобоквати Кобулетского района (сегодня — Кобулетский муниципалитет). Окончил местную неполную среднюю школу. Трудовую деятельность начала в годы Великой Отечественной войны на чайной плантации в колхозе имени Молотова (с 1956 года — колхоз села Бобоквати) Кобулетского района. С 1947 года возглавляла комсомольско-молодёжное звено чаеводов.
В 1948 году звено под его руководством собрало 8442 килограмма сортового зелёного чайного листа на участке площадью 2 гектара. Указом Президиума Верховного Совета СССР от 29 августа 1949 года удостоена звания Героя Социалистического Труда за «получение высоких урожаев сортового зелёного чайного листа и цитрусовых плодов в 1948 году» с вручением ордена Ленина и золотой медали «Серп и Молот» (№ 4656).
Этим же указом звания Героя Социалистического Труда были награждены звеньевой Мамуд Джемалович Гогитидзе, колхозницы Айше Кемаловна Гогитидзе, Вардо Мурадовна Концелидзе, Назико Джемаловна Концелидзе, Бедрие Османовна Махадзе, Бесире Сулеймановна Немсадзе, Кевсер Хасановна Шамилишвили и колхозник Джемал Мемедович Георгадзе.
После выхода на пенсию проживала в родном селе Бобоквати Кобулетского района.